# Jack colpo di fulmine
Jack colpo di fulmine (Lightning Jack) è un film di Simon Wincer del 1994 interpretato da Paul Hogan

## Trama
Jack, un pistolero australiano un po' avanti con gli anni e la vista che ha cominciato a calare, fa coppia con un cowboy nero e muto.

Vivranno avventure comiche e un po' surreali